# Catazajá
La città di Catazajá è a capo dell'omonimo comune, nello stato del Chiapas, Messico. Conta 3 185 abitanti secondo le stime del censimento del 2005 e le sue coordinate sono 17°43'N 92°00'W. 
Dal 1983, in seguito alla divisione del Sistema de Planeación, è ubicata nella regione economica VI: SELVA.